# Hooker and Steve
Hooker and Steve è un album del chitarrista e cantante Blues Earl Hooker con Steve Miller, pubblicato dalla Arhoolie Records nel 1969. Il disco fu registrato al "Sierra Sound Studios" di Berkeley in California (Stati Uniti), il 18 luglio 1969.

## Tracce
Lato A
1. The Moon Is Rising – 7:00 (Earl Hooker)
2. Earl's Blues – 3:15 (Earl Hooker)
3. Conversation Blues – 4:45 (Earl Hooker)
4. Guitar Rag – 4:30 (Earl Hooker)

Durata totale: 19:30
Lato B
1. Hooker N' Steve – 6:45 (Earl Hooker)
2. I'm Your Main Man – 3:30 (Geno Skaggs)
3. New Riviera – 4:15 (Steve Miller)
4. Strung-out Woman Blues – 4:55 (Steve Miller)

Durata totale: 19:25

## Musicisti
- Earl Hooker  - chitarra
- Earl Hooker - voce (brani : A1 & A3)
- Steve Miller  - pianoforte (brano : A1)
- Steve Miller  - organo (brani : A2, A3, A4, B1, B2, B3 & B4)
- Steve Miller  - voce (brani : B3 & B4)
- Louis Myers  - armonica (brani : A1 & A3)
- Geno Skaggs  - basso
- Geno Skaggs  - voce (brano : B2)
- Bobby Johnson  - batteria